# Fattore di guadagno energetico da fusione
Il fattore di guadagno energetico da fusione, solitamente espresso con il simbolo Q, è il rapporto tra la potenza di fusione prodotta in un reattore a fusione nucleare e la potenza richiesta per mantenere il plasma in condizioni stazionarie. La condizione di Q=1, quando la potenza sprigionata dalle reazioni di fusione è pari alla potenza di riscaldamento richiesta, è detta di pareggio o, in alcune fonti, di pareggio scientifico.
L'energia sprigionata dalle reazioni di fusione può essere catturata all'interno del combustibile, portando all'autoriscaldamento. La maggior parte delle reazioni di fusione rilasciano almeno parte della loro energia in una forma che non può essere catturata all'interno del plasma, quindi un sistema a Q=1 si raffredderà senza riscaldamento esterno. Con i combustibili tipici, l'autoriscaldamento nei reattori a fusione non dovrebbe corrispondere alle fonti esterne fino ad almeno Q=5. Se invece Q aumenta oltre questo punto, l'aumento dell'autoriscaldamento alla fine elimina la necessità di riscaldamento esterno. A questo punto la reazione diventa autosufficiente, condizione chiamata accensione. L'accensione corrisponde a Q infinito ed è generalmente considerata altamente desiderabile per progetti pratici di reattori a fusione nucleare.
Nel tempo, diversi termini correlati sono entrati nel lessico della fusione. L'energia che non viene catturata all'interno del combustibile può essere catturata esternamente per produrre elettricità. Quell'elettricità può essere usata per riscaldare il plasma a temperature operative. Un sistema autoalimentato in questo modo viene indicato come funzionante a pareggio tecnico. Operando al di sopra del pareggio tecnico, una macchina produrrebbe più elettricità di quanta ne usi e potrebbe vendere quell'eccesso. Uno che vende elettricità a sufficienza per coprire i propri costi operativi è talvolta noto come pareggio economico. Inoltre, i combustibili da fusione, in particolare il trizio, sono molto costosi, quindi molti esperimenti vengono eseguiti su vari gas di prova come idrogeno o deuterio. Si dice che un reattore funzionante con questi combustibili sta operando a pareggio estrapolato qualora raggiunga le condizioni di pareggio una volta introdotto il trizio.
Fino al 2017, il valore record di Q è stato ottenuto dal tokamak JET del Regno Unito, con Q=(16 MW)/(24 MW)≈0.67, raggiunto per la prima volta nel 1997. Il valore più alto per pareggio estrapolato è stato pubblicato dal tokamak di test JT-60, con valore Qext=1.25, migliorando leggermente il 1.14 del JET. ITER era stato inizialmente concepito per raggiungere l'accensione, ma attualmente è progettato per ottenere un Q = 10, producendo 500 MW di potenza da fusione da 50 MW di potenza termica introdotta.

## Concetto di Q
Q è semplicemente il confronto della potenza rilasciata dalle reazioni di fusione in un reattore, Pfus, alla potenza di riscaldamento costante fornita,  Pheat. Tuttavia, esistono diverse definizioni di pareggio che considerano perdite di potenza aggiuntive.

### Punto di pareggio
Nel 1955, John Lawson fu il primo ad esplorare in dettaglio i meccanismi di bilancio energetico, inizialmente in lavori classificati ma pubblicati apertamente in un ormai famoso documento del 1957. In questo articolo ha considerato e perfezionato il lavoro di ricercatori precedenti, in particolare Hans Thirring, Peter Thonemann e un articolo di revisione di Richard Post. Espandendo tutti questi aspetti, l'articolo di Lawson ha fatto previsioni dettagliate sulla quantità di energia che sarebbe stata persa attraverso vari meccanismi e l'ha confrontata con l'energia necessaria per sostenere la reazione. Questo equilibrio è oggi noto come criterio di Lawson.
In un progetto di reattore a fusione di successo, le reazioni di fusione generano una quantità di potenza denominata Pfus. Una parte di questa energia, denominata Ploss, viene persa attraverso una varietà di meccanismi, principalmente per convezione del combustibile sulle pareti della camera del reattore più varie forme di radiazione che non possono essere catturate per generare energia. Per mantenere attiva la reazione, il sistema deve fornire riscaldamento per compensare queste perdite, dove Pperdita=Pcalore per mantenere l'equilibrio termico.
La definizione più elementare di pareggio è quando Q=1, cioè Pfus=Pheat.
Alcuni lavori fanno riferimento a questa definizione come pareggio scientifico, per contrastarla con termini simili. Tuttavia, questo uso è raro al di fuori di alcune aree, in particolare il campo della fusione a confinamento inerziale, dove il termine è molto più ampiamente utilizzato.

### Breakeven estrapolato
Dagli anni '50, la maggior parte dei progetti di reattori a fusione commerciali sono stati basati su un mix di deuterio e trizio come combustibile primario; altri combustibili hanno caratteristiche attraenti ma sono molto più difficili da accendere. Poiché il trizio è radioattivo, altamente bioattivo e altamente mobile, rappresenta un significativo problema di sicurezza e si aggiunge al costo di progettazione e funzionamento di un tale reattore.
Al fine di ridurre i costi, molte macchine sperimentali sono progettate per funzionare con combustibili di prova a base di idrogeno o deuterio, escludendo il trizio. In questo caso, il termine pareggio estrapolato viene utilizzato per definire le prestazioni previste della macchina che funziona con carburante DT in base alle prestazioni quando funziona con solo idrogeno o deuterio.
I record di pareggio estrapolato sono leggermente superiori ai record di pareggio scientifico. Sia JET che JT-60 hanno raggiunto valori intorno a 1,25 (vedi sotto per i dettagli) durante il funzionamento a carburante DD. Quando si esegue su DT, possibile solo in JET, la prestazione massima è circa la metà del valore estrapolato.

### Pareggio tecnico
Un altro termine correlato, pareggio tecnico, considera la necessità di estrarre l'energia dal reattore, trasformarla in energia elettrica e reimmetterne una parte nel sistema di riscaldamento. Questo circuito chiuso che invia l'elettricità dalla fusione al sistema di riscaldamento è noto come ricircolo. In questo caso, la definizione di base cambia aggiungendo termini aggiuntivi al lato Pfus per considerare l'efficienza di questi processi.
Le reazioni DT rilasciano la maggior parte della loro energia sotto forma di neutroni e una quantità minore attraverso particelle cariche, particelle alfa in particolare. I neutroni sono elettricamente neutri e viaggiano indisturbati al di fuori di qualsiasi progetto di confinamento magnetico. Nonostante le densità di materia molto elevate che si trovano nei progetti di fusione a confinamento inerziale (ICF), essi tendono a sfuggire facilmente anche alla massa di combustibile anche in questi progetti. Ciò significa che solo le particelle cariche delle reazioni possono essere catturate all'interno della massa di combustibile e dare luogo ad autoriscaldamento. Se la frazione dell'energia rilasciata nelle particelle cariche è f ch, allora la potenza in queste particelle è Pch=fchPfus. Se questo processo di autoriscaldamento è perfetto, cioè tutto Pch viene catturato nel combustibile, ciò significa che la potenza disponibile per generare elettricità è quella che non viene rilasciata in quella forma, oppure (1−fch)Pfus.
Nel caso dei neutroni che trasportano la maggior parte dell'energia pratica, come nel caso del combustibile DT, questa energia dei neutroni viene normalmente catturata da una sorta di "coperta" di litio che produce più trizio, il quale viene a sua volta utilizzato per alimentare il reattore. A causa di varie reazioni esotermiche ed endotermiche, la coperta può avere un fattore di guadagno di potenza MR. MR è tipicamente dell'ordine da 1,1 a 1.3, che significa che produce una piccola quantità di energia. Il risultato netto, la quantità totale di energia rilasciata nell'ambiente e quindi disponibili per la produzione di energia è indicato come PR, la potenza netta del reattore.
La copertura di litio viene quindi raffreddata e il fluido di raffreddamento utilizzato in uno scambiatore di calore, azionando turbine e generatori a vapore convenzionali. Tale elettricità viene quindi reimmessa nel sistema di riscaldamento. Ciascuno di questi passaggi nella catena di generazione ha un'efficienza da considerare. Nel caso dei sistemi di riscaldamento al plasma, {\displaystyle \eta _{heat}} è dell'ordine del 60-70%, mentre i moderni sistemi di generazione basati sul ciclo Rankine hanno {\displaystyle \eta _{elec}} intorno al 35-40%. Combinandoli otteniamo un'efficienza netta del ciclo di conversione di potenza nel suo insieme, {\displaystyle \eta _{NPC}}, di circa 0,20-0,25. Cioè, circa dal 20 al 25% di {\displaystyle P_{R}} può essere reinserito in circolo.
Pertanto, il fattore di guadagno di energia di fusione richiesto per raggiungere il pareggio ingegneristico è definito come:
{\displaystyle Q_{E}\equiv {\frac {P_{fus}}{P_{heat}}}={\frac {1}{\eta _{heat}\cdot f_{recirc}\cdot \eta _{elec}\cdot (1-f_{ch})}}}
Per capire come {\displaystyle Q_{E}} viene utilizzato, si consideri un reattore operante a 20 MW e Q = 2. Q = 2 a 20 MW implica che il Pheat  è 10 MW. Di quei 20 MW originali circa il 20% è alfa, quindi assumendo la cattura completa, 4 MW di calore P sono autoalimentati. Abbiamo bisogno di un totale di 10 MW di riscaldamento e ne otteniamo 4 tramite alfa, quindi abbiamo bisogno di altri 6 MW di potenza. Dei 20 MW originali di potenza, 4 MW sono rimasti nel combustibile, quindi abbiamo 16 MW di potenza netta. Usando MR di 1,15 per la coperta, otteniamo PR di circa 18,4 MW. Supponendo un valore {\displaystyle \eta _{NPC}} di 0,25, che richiede 24 MW PR, un reattore a Q = 2 non può raggiungere il valore di pareggio ingegneristico. A Q=4 occorrono 5 MW di riscaldamento, di cui 4 provenienti dalla fusione, lasciando 1 MW di potenza esterna richiesta, che può essere facilmente generata dalla potenza netta di 18,4 MW. Quindi per questo progetto teorico il QE è compreso tra 2 e 4.
Considerando le perdite e le efficienze del mondo reale, i valori Q compresi tra 5 e 8 sono generalmente elencati per i dispositivi di confinamento magnetico, mentre i dispositivi inerziali hanno valori notevolmente inferiori per {\displaystyle \eta _{heat}} e quindi richiedono valori di QE molto più alti, dell'ordine da 50 a 100.

### Innesco
All'aumentare della temperatura del plasma, la velocità delle reazioni di fusione cresce rapidamente e, con essa, la velocità dell'autoriscaldamento. Al contrario, le perdite di energia non catturabili come i raggi X non crescono alla stessa velocità. Quindi, in termini generali, il processo di autoriscaldamento diventa più efficiente all'aumentare della temperatura e serve meno energia da fonti esterne per mantenerlo caldo.
Alla fine il caloreP raggiunge lo zero, cioè tutta l'energia necessaria per mantenere il plasma alla temperatura operativa viene fornita dall'autoriscaldamento e la quantità di energia esterna che deve essere aggiunta scende a zero. Questo punto è noto come accensione o innesco. Nel caso del combustibile DT, dove solo il 20% dell'energia viene rilasciata sotto forma di alfa che danno luogo ad autoriscaldamento, questo non può avvenire finché il plasma non rilascia almeno cinque volte la potenza necessaria per mantenerlo alla sua temperatura di lavoro.
L'accensione, per definizione, corrisponde ad un Q infinito, ma ciò non significa che       frecirc scenda a zero, in quanto gli altri assorbitori di potenza nel sistema, come i magneti e i sistemi di raffreddamento, devono ancora essere alimentati. In genere, però, questi sono molto più piccoli dell'energia nei riscaldatori e richiedono un frecirc. Ancora più importante, è più probabile che questo numero sia quasi costante, il che significa che ulteriori miglioramenti nelle prestazioni del plasma si tradurranno in più energia che può essere utilizzata direttamente per la generazione commerciale, rispetto al ricircolo.

### Pareggio commerciale
La definizione finale di pareggio è pareggio commerciale, che si verifica quando il valore economico dell'eventuale elettricità netta residua dopo il ricircolo è sufficiente per pagare il reattore. Questo valore dipende sia dal costo di capitale del reattore e da eventuali costi di finanziamento ad esso collegati, sia dai suoi costi operativi, inclusi carburante e manutenzione, sia dal prezzo spot dell'energia elettrica.
Il pareggio commerciale si basa su fattori esterni alla tecnologia del reattore stesso, ed è possibile che anche un reattore con un plasma completamente acceso che funziona ben oltre il pareggio tecnico non genererà abbastanza elettricità abbastanza rapidamente da ripagarsi da solo. Se uno qualsiasi dei concetti principali come ITER può raggiungere questo obiettivo è oggetto di dibattito sul campo.

## Esempio pratico
La maggior parte dei progetti di reattori a fusione in fase di studio all'anno 2017 si basa sulla reazione DT (deuterio-trizio), poiché questa è di gran lunga la più facile da accendere ed è densa di energia. Tuttavia, questa reazione emette anche la maggior parte della sua energia sotto forma di un singolo neutrone altamente energetico e solo il 20% dell'energia sotto forma di alfa. Quindi, per la reazione DT, fch=0.2. Ciò significa che l'autoriscaldamento non diventa uguale al riscaldamento esterno almeno fino a Q=5.
I valori di efficienza dipendono in massima parte dai dettagli di progettazione, ma possono essere compresi nell'intervallo ηheat = 0,7 (70%) e ηelec = 0,4 (40%). Lo scopo di un reattore a fusione è quello di produrre energia e non di farla ricircolare, quindi un reattore pratico deve avere frecirc=0,2 circa. Più basso ancora sarebbe meglio, ma sarà un obiettivo difficile da raggiungere. Usando questi valori troviamo per un reattore pratico un valore di Q=22.
Considerando ITER, abbiamo un design che produce 500 MW di energia per 50 MW di fornitura. Se il 20% della potenza è autoriscaldante, significa un valore di uscita da 400 MW. Assumendo lo stesso ηheat=0,7 e ηelec=0,4 ITER (in teoria) potrebbe produrre fino a 112 MW di riscaldamento. Ciò significa che ITER opererebbe in pareggio tecnico. Tuttavia, ITER non è dotato di sistemi di estrazione di potenza, quindi questo aspetto dovrebbe rimanere solamente teorico fino alla realizzazione di macchine successive come DEMO.

## Operatività transitoria e continua
Molti dei primi dispositivi di fusione funzionavano solamente per qualche microsecondo, usando una fonte di energia pulsata per alimentare il sistema di confinamento magnetico mentre utilizzavano la compressione da confinamento come fonte di riscaldamento. Lawson ha definito il pareggio in questo contesto come l'energia totale rilasciata dall'intero ciclo di reazione rispetto all'energia totale fornita alla macchina durante lo stesso ciclo.
Nel corso del tempo, man mano che le prestazioni aumentavano di ordini di grandezza, i tempi di reazione si sono estesi da microsecondi a secondi, e nel caso di ITER, nell'ordine dei minuti. La definizione di "ciclo di reazione" è pertanto diventata sfocata. Nel caso di un plasma acceso, ad esempio, il valore Pheat può essere piuttosto elevato durante l'installazione del sistema, per poi scendere a zero quando è completamente operativo, quindi si potrebbe essere tentati di cogliere un istante nel tempo in cui il dispositivo stia operando al meglio per determinare un Q alto, o infinito. Una soluzione migliore in questi casi consiste nell'utilizzare la definizione originale di Lawson mediata sulla reazione per produrre un valore simile alla definizione originale.
C'è poi un'ulteriore complicazione: durante la fase di riscaldamento, quando il sistema viene portato in condizioni operative, una parte dell'energia rilasciata dalle reazioni di fusione verrà utilizzata per riscaldare il combustibile circostante e quindi non essere rilasciata nell'ambiente, fino a raggiungimento della temperatura operativa ed entrata in equilibrio termico. Quindi, se si fa la media sull'intero ciclo, questa energia sarà inclusa come parte del termine di riscaldamento.
Alcuni dibattiti su questa definizione continuano. Nel 1998, gli operatori del JT-60 affermavano di aver raggiunto Q = 1,25 funzionando con carburante DD, raggiungendo così il pareggio estrapolato. Questa misurazione era basata sulla definizione JET di Q*. Utilizzando questa definizione, JET aveva anche raggiunto il pareggio estrapolato qualche tempo prima. Se si considera il bilancio energetico in queste condizioni, e l'analisi delle macchine precedenti, si sostiene che dovrebbe essere utilizzata la definizione originale, e quindi entrambe le macchine rimangono ben al di sotto del pareggio di qualsiasi tipo.

## Pareggio scientifico al NIF
Sebbene la maggior parte degli esperimenti di fusione utilizzi una qualche forma di confinamento magnetico, un altro ramo importante è la fusione a confinamento inerziale (ICF) che preme meccanicamente insieme la massa di combustibile (il "bersaglio") per aumentarne la densità. Ciò aumenta notevolmente il tasso di eventi di fusione e riduce la necessità di confinare il combustibile per lunghi periodi. Questa compressione si ottiene riscaldando una capsula leggera che contiene il carburante utilizzando una qualche forma di "driver". Ci sono una varietà di driver proposti, ma fino ad oggi, la maggior parte degli esperimenti ha utilizzato i laser.
Utilizzando la definizione tradizionale di Q, Pfus/Pheat, i dispositivi ICF hanno un Q estremamente basso. Questo perché il laser è estremamente inefficiente; mentre il valore {\displaystyle \eta _{heat}} per i riscaldatori utilizzati nei sistemi magnetici potrebbe essere dell'ordine del 70%, i laser sono dell'ordine dell'1%.
Per questo motivo, il Lawrence Livermore National Laboratory, leader nella ricerca ICF, ha proposto un'altra modifica di Q che definisce il caloreP come l'energia fornita dal conducente alla capsula, in contrapposizione all'energia immessa nel conducente da un fonte di alimentazione esterna. Cioè, propongono di rimuovere l'inefficienza del laser dalla considerazione del guadagno. Questa definizione produce valori Q molto più alti e cambia la definizione di pareggio in Pfus/Plaser=1. A volte, hanno fatto riferimento a questa definizione come "pareggio scientifico". Questo termine non era universalmente usato; altri gruppi hanno adottato la ridefinizione di Q ma hanno continuato a riferirsi a Pfus=Plaser semplicemente come pareggio.
Il 7 ottobre 2013, LLNL ha annunciato di aver raggiunto il pareggio scientifico nel National Ignition Facility (NIF) il 29 settembre. In questo esperimento, Pfus era di circa 14 kJ, mentre l'uscita laser era di 1,8 MJ. Secondo la loro definizione precedente, questo sarebbe un Q di 0,0077. Per questo comunicato stampa, hanno ridefinito ancora una volta Q, questa volta equiparando Pcalore solo alla quantità di energia fornita alla "parte più calda del combustibile", calcolando che solo kJ dell'energia laser originale ha raggiunto la parte del carburante che stava subendo reazioni di fusione. Questa versione è stata pesantemente criticata sul campo.